# Schizomyia nodosa
Schizomyia nodosa är en tvåvingeart som beskrevs av Ephraim Porter Felt 1921. Schizomyia nodosa ingår i släktet Schizomyia och familjen gallmyggor. Inga underarter finns listade i Catalogue of Life.